# Ali-paša Janjinski
Ali-paša Janjinski (ili Tepelenski) (albanski: Ali Pashë Tepelena; Tepelenë, oko 1744. – pokraj Janjine, 1822.), albanski feudalac i paša iz Tepelenë. Hajdučijom je stekao bogatstvo. Istaknuo se kao surov, odvažan i sposoban vojni zapovjednik.
Visoka Porta ga je primila u vojsku, dala mu titulu paše i postavila ga 1786. godine za mutesarifa sandžaka Tırhala (Tríkala) u Tesaliji, a 1787. za derbendži-pašu južne Albanije i Epira. Iako je bio pobornik odvajanja svoga teritorija od Osmanskog Carstva, u prvo je vrijeme prihvatio sultanovu službu iz vlastitih interesa. 
Pretvorio je Janjinu 1788. u sjedište pašaluka, koji je formirao boreći se protiv albanskih feudalaca i centralne turske vlasti. Pašaluk je obuhvaćao južni dio Albanije, Epir i Tesaliju. Širio je svoju vlast na račun albanskih feudalaca i postupno se odvajao od sultana. Održavao je veze s Rusijom, Francuskom i Engleskom. Pobornike iz pašaluka pozvao je 1808. u sveti rat protiv srpskih ustanika. Stvorio je vojsku od 15 000 Albanaca i plačenika. Imao je ambicija postati nezavisni vladar Albanije i dijela Grčke, ali nije uspio ujediniti Albance za borbu protiv turske vlasti.
Poginuo je u borbi protiv vojske sultana Mahmuda II. (Mahmūd)